# 中島義信
中島 義信（なかじま よしのぶ、1920年11月1日 - 1967年3月25日）は、日本の元ラグビー選手、元監督。

## プロフィール
- 徳島県出身。
- ポジションはフッカー(HO)。
- 日本代表キャップは2。

## 来歴
徳島県立阿波中学校（現在の徳島県立阿波高等学校）を経て立命館大学に進学。同校のラグビー部で活動。
同大学を卒業後、近鉄（現在の花園近鉄ライナーズ）に加入。1952年、ラグビー日本代表選手として、オックスフォード大学との間で組まれた2試合のテストマッチに出場し、キャップ2を獲得。
1953年、1952年度の第5回全国社会人ラグビーフットボール大会（以下、全国社会人大会）に近鉄が出場できなかったことを受け、監督に就任。そして1953年度の第6回全国社会人大会において、九州電力（現在の九州電力キューデンヴォルテクス）と3－3の引き分けながらも、出場4回目にして悲願の同大会初優勝をもたらした。
その後は八幡製鐵と毎年のように全国社会人大会の決勝で対決したため、当時の社会人ラグビー二強の一角と謳われるチームを作り上げたが、同大会で通算5回の優勝をもたらした。また、亡くなる1967年まで近鉄の指揮を執った。